# Manuel Palau
Manuel Palau Boix (ur. 4 stycznia 1893 w Alfara del Patriarca, zm. 18 lutego 1967 w Walencji) – hiszpański kompozytor.

## Życiorys
Ukończył konserwatorium w Walencji, następnie studiował w Paryżu u Charles’a Koechlina i Maurice’a Ravela. Był wykładowcą konserwatorium w Walencji, a od 1952 roku jego dyrektorem. Kierował Instituto Valenciano de Musicología, był również członkiem Consejo Nacional de la Música i Real Academia de Bellas Artes de San Fernando. W 1927 i 1947 roku otrzymał Premio Nacional de Música.
W swoich utworach, mających przeważnie charakter programowy, wykorzystywał na szeroką skalę elementy katalońskiej muzyki ludowej. W późniejszym okresie twórczości zaczął eksperymentować z harmonią, wprowadzając skale modalne, politonalność i atonalność.

## Wybrane kompozycje
(na podstawie materiałów źródłowych)

### Utwory orkiestrowe
- Poemas de juventud (1926)
- Gongoriana (1927)
- Siluetas (1928)
- Homenaje a Debussy (1929)
- Valencia na fortepian i orkiestrę (1936)
- Marcha burlesca (1936)
- Divertimento (1938)
- Poemes de Hum (1939)
- 3 symfonie (I 1945, II 1946, III 1950)
- Concierto dramático  na fortepian i orkiestrę (1948)
- Mascarada sarcastica (1949)

### Opera
- Maror (1956)

### Balet
- Lliri Blau (1938)